# Jabuka (opérette)
Personnages
- Mirko von Gradinaz, un noble (ténor)
- Vasil von Gradinaz, un noble  (ténor)
- Mischa, un riche paysan (basse)
- Jelka, sa fille (soprano)
- Petrija, sa tante (mezzo)
- Bambora, un industriel (baryton)
- Annita, sa fille (soprano)
- Joschko, l'huissier de justice (bouffon)
- Franjo, son clerc (baryton)
- Staklo, un invité (basse)
- Sava, un majordome de Mirko (baryton)

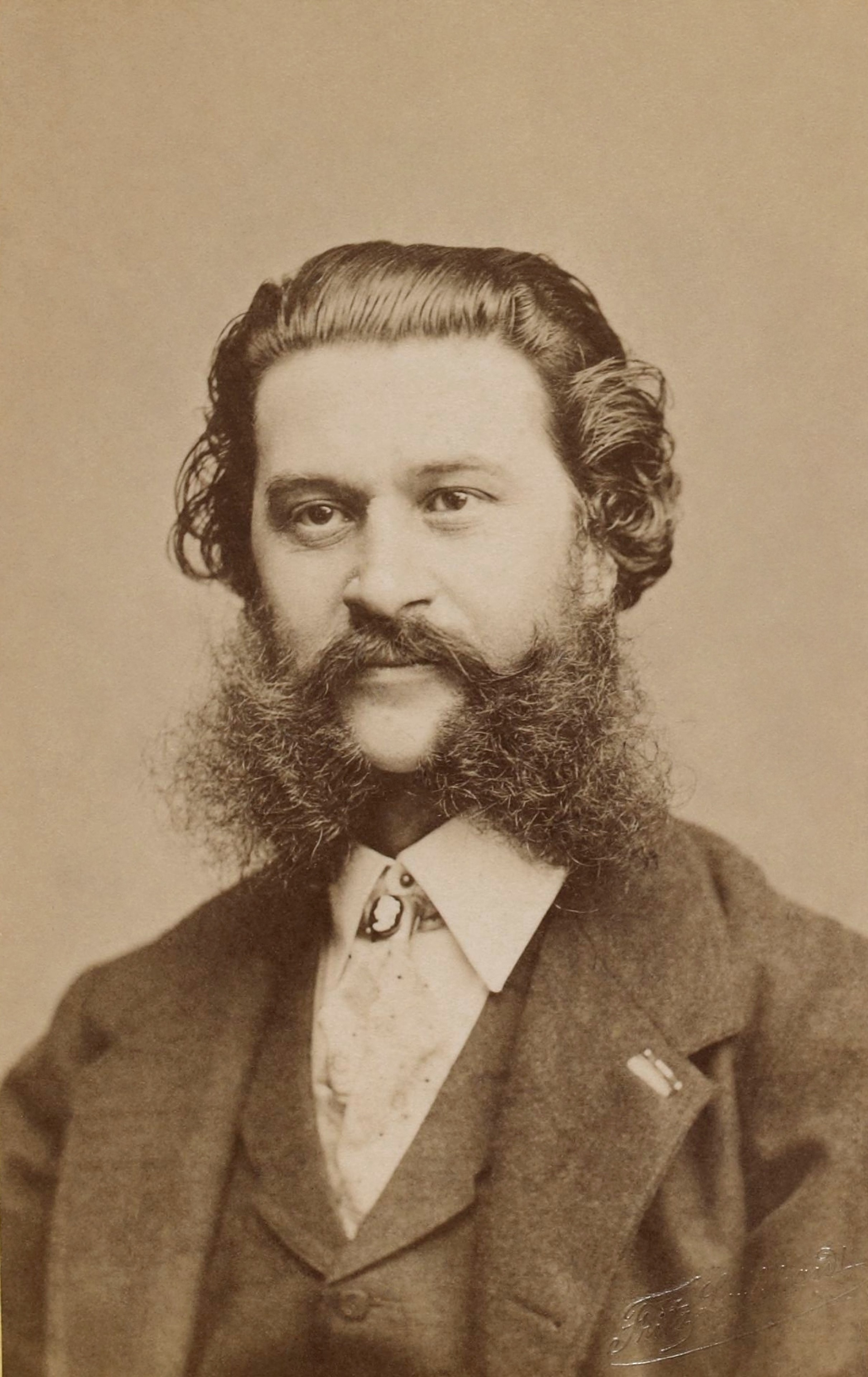
photo de l'auteur (Johann Strauss)

Jabuka est une opérette de Johann Strauss II sur un livret de Gustav Davis et Max Kalbeck, créé en 1894 à Vienne.

## Argument
Les frères Mirko et Vasil vivent dans la commune de Gradinaz, dans le sud de la Serbie. Ils ont des problèmes financiers. Pour résoudre ces problèmes, ils proposent de vendre leur vieux château délabré et partiellement délabré au propriétaire de l'usine Bambora. En attendant, le fermier Mischa apparaît, alors qu'il est en route pour le festival de la pomme à Ravica, mais est bloqué à Gradinaz en raison d'une panne. Il est accompagné de sa fille Jelka, censée jouer le rôle de reine de beauté au festival de la pomme. Mirko flirte avec Jelka, mais elle le rejette. Puis Mirko forge un plan sur la façon dont il pourrait encore gagner Jelka. Il parvient à utiliser l'huissier à ses propres fins. Il est censé conduire avec sa voiture et amener Jelka au festival de la pomme à Ravica. En réalité, cependant, elle est amenée dans le domaine de Mirko. Une fête est maintenant organisée là-bas et Jelka croit qu'elle est à la fête à Ravica comme prévu. Au début, tout se passe comme prévu. Mais ensuite Joschko révèle le plan. Jelka et son père sont bouleversés et veulent partir immédiatement. Mais ensuite Joschko parvient à compenser son erreur. Il peut réussir la médiation entre les parties, puis Mirko et Jelka deviennent un couple. Mais ce n'est pas tout. Le frère de Mirko devient fiancé à la fille du propriétaire de l'usine, qui accepte cette relation. Le mariage prévu dans la famille du riche propriétaire d'usine a également résolu les problèmes financiers des frères. Ils célèvrent un nouveau festival et tout se termine par une fin heureuse.

## Musique
On suppose que Johann Strauss s'intéresse au thème slave à partir de 1892, il s'inspire de l'opéra de Bedřich Smetana, La Fiancée vendue. Strauss compose cette œuvre pour son 50e anniversaire de carrière.
Il y a deux auteurs pour le livret : Max Kahlbeck est responsable de l'intrigue générale tandis que Gustav Davis écrit les paroles. Bientôt il y a une dispute entre les deux. Alors que Kahlbeck essaie de conduire le compositeur dans la direction de l'opéra, Davis essaie de l'empêcher et de rester fidèle à la forme de l'opérette. Strauss souffre de ce conflit. Le résultat est une œuvre avec un livret faible et, musicalement parlant, un hybride entre l'opéra et l'opérette.
La valeur musicale de l'œuvre est appréciée différemment dès le départ. Les couplets chantés par Alexander Girardi lors des premières représentations sont considérés comme un succès. D'autres critiques ont des doutes sur la qualité musicale de l'œuvre lors de la première. La première représentation de l'opérette est un grand succès, mais le public est lors de la deuxième représentation beaucoup plus prudemment. En fin de compte, l'œuvre ne peut égaler le succès d'autres opérettes de Strauss telles que Die Fledermaus ou Der Zigeunerbaron. Elle disparaît rapidement de l'affiche.
Des œuvres indépendantes du compositeur sont ensuite créées à partir des motifs de cette opérette, marqués dans son catalogue raisonné opus numéros 455 à 460. Ce sont les œuvres suivantes :
- Ich bin dir gut!, valse, opus 455, dédié à Julie Kahlbeck, l'épouse du librettiste
- Živio!, marche, opus 456
- Das Comitat geht in die Höh!, polka rapide, opus 457
- Tanze mit dem Besenstiel, polka francaise, opus 458
- Sonnenblume, polka mazurka, opus 459
- Jabuka-Quadrille, opus 460

## Source de la traduction
- (de) Cet article est partiellement ou en totalité issu de l’article de Wikipédia en allemand intitulé « Jabuka (Operette) » (voir la liste des auteurs).